# Euston Films
Euston Films fue una productora de cine y televisión británica, subsidaria de Thames Television, activa entre 1971 y 1992 (o 1994, según algunas fuentes).
Euston Films originó de una propuesta del afamado guionista inglés Trevor Preston (conocido y reconocido por sus trabajos para cine y televisión, especialmente por ser coguionista junto con Warren Beatty de la película de 1981 Rojos) a la principal compañía "matriz" de la Thames, la Associated British Corporation Television (ABC Television), de crear una productora de cine de alta calidad exclusivamente para la televisión, en 1966. No obstante, hubo que esperar al éxito del telefilme de Mike Hodges Suspect (1969) para que los directores de la Thames se diesen cuenta de la posibla viabilidad de la idea de un exclusivo estudio tele-cinematográfico.
Euston Films nacería en marzo de 1971, fundado por tres directores de la Thames: el canadiense Lloyd Shirley, George Taylor y Brian Tesler. Su primer proyecto sería relanzar una serie policíaca de la Thames, Special Branch, que ya había sido emitido entre 1969 y 1970. Euston Films cambió el equipo de producción y el reparto de esa serie, que había sido originalmente protagonizada por Derren Nesbitt y Fulton Mackay, y que para su segunda encarnación sería protagonizada por George Sewell y Patrick Mower (y también Paul Eddington).
Esa serie fue uno de los primeros en abordar el género policiaco con un nuevo nivel de realismo, y sería el catalizador de la producción que le sucedió, 24 horas al día (The Sweeney), que desarrollaría esa aproximación con mucho más éxito. Esta serie alcanzaría un nivel de popularidad inmenso en el Reino Unido, haciandeo de estrellas sus protagonistas, John Thaw como el detective inspector Jack Regan, y Dennis Waterman, como el detective George Carter. Por su parte The Sweeney tuvo sus orígenes en un telefilme producido en 1974, titulado Regan, y la serie se emitió entre 1975 y 1978.
A The Sweeney le siguieron otras superproducciones, como otro "revival", Van der Valk (originalmente emitido entre 1972 y 1973, con la versión Euston emitiéndose en 1977) sobre el detective holandés creador por Nicolas Freeling y protagonizado por Barry Foster, y ¿Quién delató a Frank Ross? (Out), creado por Trevor Preston y protagonizado por Tom Bell como un criminal recién salido de la cárcel con sed de venganza.
En 1979 se estrenaría lo que sería considerado el otro gran éxito icónico del estudio Euston junto a The Sweeney, Minder, una serie del mercado negro de Londres, contado en tono de humor picaresco, protagonizada por George Cole y Dennis Waterman (éste recién salido del éxito de The Sweeney), como el estafador Arthur Daley y su guardaespaldas (minder en inglés), el ex-boxeador Terry McCann. Esta serie estaría en antena hasta 1994, siendo Waterman reemplazado por Gary Webster en 1991.
Aparte de The Sweeney y Minder, la Euston también cosechó numerosos otros éxitos en los años 70 y 80, como la cuarta y última producción televisiva de la saga Quatermass con John Mills (1979); Danger UXB (1979), una producción de John Hawksworth sobre agentes antibombas en el Londres del Blitz; The Knowledge (1979), telefilme creado por Jack Rosenthal sobre un grupo de taxistas de Londres; Fox (1980) otra creación de Trevor Preston sobre una familia de criminales del sur de Londres (como un tipo de El Padrino a la inglesa); Los árboles de Thika (1981), sobre una familia colonial inglesa en el África de los años 1910; Las viudas (1983-85), creación de Lynda La Plante sobre las viudas de un grupo de criminales que deciden realizar el macrogolpe que sus maridos habían planeado; Reilly, el as de espías (1983), sobre el legendario espía inglés protagonizado por Sam Neill; y Jack, el destripador (1988), dirigido por David Wickes y protagonizado por Michael Caine como el inspector Abberline, en busca del famoso asesino.
Otras notables producciones (aunque ya con menos éxito de audiencias) fueron, entre otros; Prospects (1986) (para Channel 4, en contraste con las demás producciones anteriormente mencionadas para la ITV) sobre un par de amigos y su vida en el East End londinense; Paraíso pospuesto (1986), creación de John Mortimer sobre el diputado tory y empresario Leslie Titmuss, protagonizado por David Threlfall; y Capital City (1989), sobre las desventuras de un grupo de yuppies en la City de Londres.
De hecho, el estudio perdió mucho de su éxito inicial a lo largo que pasaban los años, siendo Jack, el destripador y Anglo-Saxon Attitudes (1992, basado en la novela de Angus Wilson y protagonizado por Richard Johnson) sus últimas producciones realmente exitosas (así como Minder un éxito continuado), y cuando su dueño, la Thames Television, perdió la licencia para emitir a partir de 1993 (Anglo-Saxon Attitudes coincidiendo con la pérdida de la licencia), fue claro que la Euston también tendría sus días contados, aunque Minder sobrevivió un par de años más, hasta 1994 (y tuvo también una "revival" para Five en el 2009, pero sin mucho éxito, y Talkback Thames ya ha anunciado la cancelación de esta segunda versión de Minder).
Al ser un estudio cinematográfico (aunque principalmente orientado a fines televisivos), Euston Films también intentó hacerse un hueco en la pantalla grande, siendo su primera producción destinada a los salas de cine una recompilación de los primeros años del Show de Benny Hill, The Best of Benny Hill (1974), con razonable éxito. Pero sus dos producciones cinematográficas más reconocidad fueron las dos películas spin-off the The Sweeney: Sweeney! (1977) y Sweeney 2 (1978), con los mismos protagonistas que la serie televisiva. En la segunda mitad de los años 80, Euston hizo una alianza con la Metro-Goldwyn-Mayer para coproducir películas y distribuirlas internacionalmente, pero las pocas películas que se hicieron como fruto de esta alianza pasaron sin pena ni gloria (y eran emitidas por la ITV habitualmente en un plazo inferior a dos años después de su estreno cinematográfico).
Euston Films acabaría ejerciendo una importante influencia sobre la ficción televisiva producida en el Reino Unido (y en menor medida en otros países, como la HBO de Estados Unidos), tanto desde el punto de vista de sus técnicas de producción así como su aproximación peculiar (e indudablemente exitosa) a los géneros en los que se especializaron, en particular en sus dos producciones más influenciales: The Sweeney y Minder.

## Programas de Euston Films
- Special Branch (1973-74)
- Armchair Cinema (1974) - ciclo de telefilmes producidos para la ITV del que saldría Regan
- 24 horas al día (The Sweeney) (1975-78)
- Van der Valk (1977)
- ¿Quién delató a Frank Ross (Out) (1978)
- Danger UXB (1979)
- Quatermass (1979)
- The Knowledge (1979)
- Minder (1979-94)
- Fox (1980)
- Los árboles de Thika (The Flame Trees of Thika) (1981)
- Las viudas (Widows) (1983-85)
- Reilly, el as de espías (Reilly, Ace of Spies) (1983)
- The Nation's Health (1983)
- Monsignor Quixote (1985)
- Prospects (1986)
- Paraíso pospuesto (Paradise Posponed) (1986)
- The Fear (1988)
- Jack, el destripador (Jack the Ripper) (1988)
- Capital City (1989-90)
- Vendiendo a Hitler (Selling Hitler) (1991)
- Titmuss Regained (1991)
- Anglo-Saxon Attitudes (1992)